# 程定
程定（1484年—？），字静夫，號後野，直隸徽州府績溪縣人，民籍，明朝政治人物。

## 生平
程定自幼頴敏，日記數千言。弘治十四年（1501年）辛酉科應天府鄉試第六十八名舉人。入南京國子監，深得祭酒章懋、司葉羅欽順賞識，且與湛若水、陸㴱極相友善。弘治十八年（1505年）中式乙丑科會試第六十八名，廷試三甲進士。觀都察院政。

## 著作
著有《金台遺稿》《後野集》。

## 家族
曾祖程彥昭；祖父程文需；父程□□，母朱氏。慈侍下。